# سيجني ويلكينسون
سيجني ويلكينسون (بالإنجليزية: Signe Wilkinson)‏ هي صحفية أمريكية، ولدت في 25 يوليو 1950.